# Pepito de ternera
El pepito de ternera es un bocadillo caliente originario de España que suele elaborarse con pan francés y carne de ternera (filete) a la plancha o frita en aceite con algo de ajo laminado. Por regla general se trata de un solomillo. Es uno de los bocadillos más populares, solicitado a la hora del almuerzo, especialmente en las cafeterías y bares de algunas zonas de España, como Madrid, o Andalucía.

## Historia
Se cuentan diferentes versiones sobre el invento de este bocadillo; la más antigua data de los años de postguerra en España, a mediados de los 50, según la cual un cliente habitual de un bar llamado Pepe, (o "Don Pepito", que es el tratamiento más familiar) acostumbraba pedir un bocadillo con un filete de ternera (un medio bisté o bistelito) en su interior. Esta petición seguro que se fue repitiendo regularmente por el mismo pepito hasta que los clientes del bar fueron pidiendo: "Quiero un bocadillo como el de Pepito", y con el tiempo fueran solicitando sólo: "un pepito de ternera".
La denominación "pepito" se ha convertido en un concepto tan popular que a veces se denomina a cualquier clase de bocadillo. De esta forma los hay de: lomo, pollo, pavo, etc. Algunos de ellos suelen tener algún otro condimento y suele encontrarse también: pepito de ternera con jamón y queso, pepito de ternera con beicon, pepito de ternera con queso y pimientos etc. La explicación histórica acerca de este bocadillo la da el cocinero e historiador culinario Teodoro Bardají Mas en un artículo del semanario "Ellas" el 7 de mayo de 1933. En el Café de Fornos de Madrid, uno de los hijos del fundador se llamaba José Fornos y era apodado cariñosamente pepito. Siendo que merendaba bocadillos de fiambre un día reclamó un bocadillo caliente y le hicieron uno con ternera. Esta merienda se hizo popular y pronto los amigos y clientes de "Pepito Fornos" querían "uno como el de pepito". Pronto se quedaría con el nombre.

## Variantes

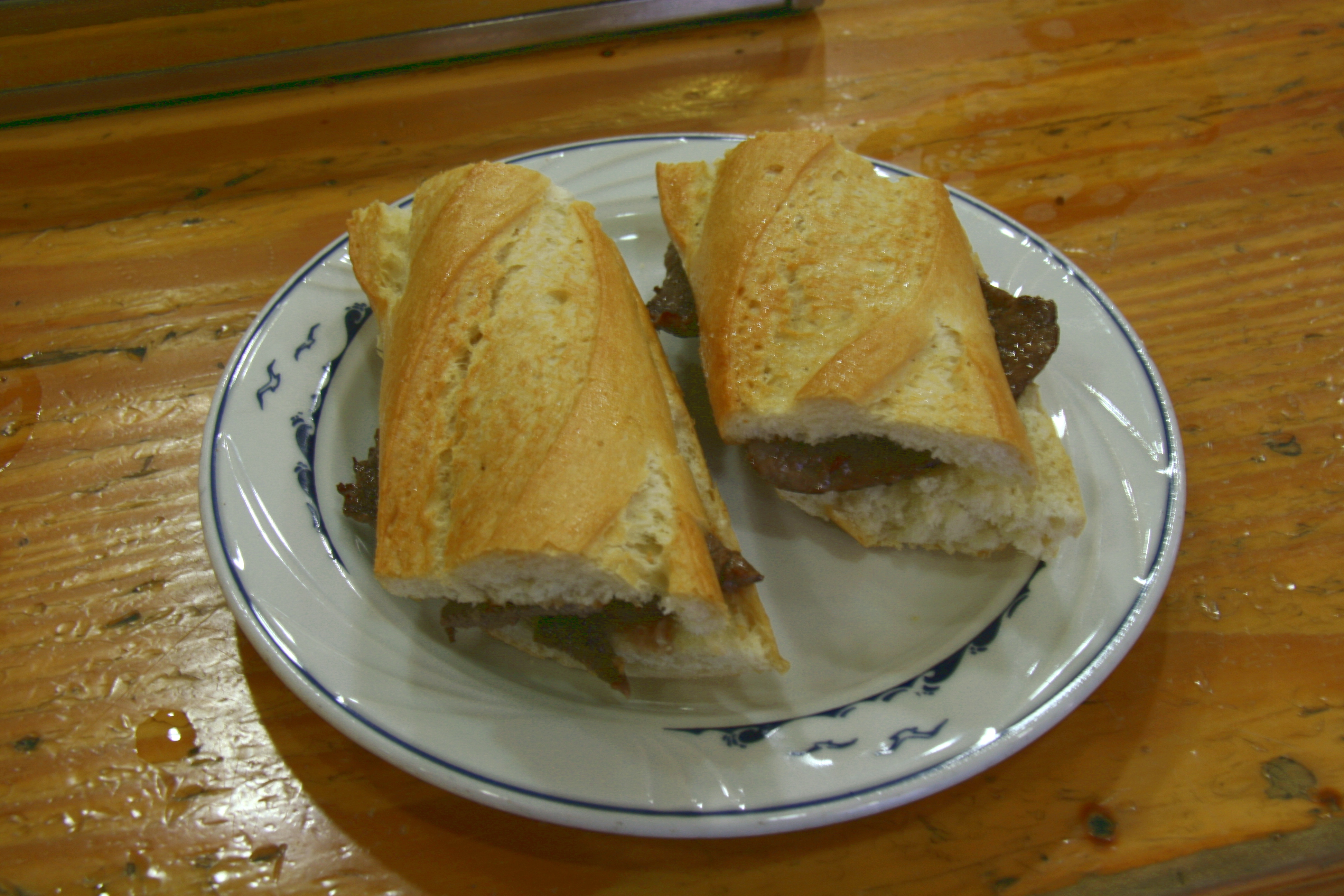
Pepito de ternera cortado en dos.

En Venezuela, en especial en Barquisimeto, capital del Estado Lara, el pepito es ampliamente conocido, y se vende tanto que se han creado variaciones como pepitos de lomito, de pollo, de cerdo y mixtos (mezclas de las carnes mencionadas), así como también son muy populares las salsas con que se les acompañan (salsa tártara, de ajo, de champiñones, de maíz y muchas más). Generalmente, a las calles donde abundan los quioscos que venden pepitos, se les llama "calle del hambre". En Barquisimeto, el 12 de enero de 2013 se hizo el "pepito más grande del mundo", el cual medía 109 metros y fue preparado por muchos chefs conocidos en la ciudad; el pepito podía ser consumido. La elaboración de este fue una obra de caridad.
Por su parte, en Chile existen variaciones del mismo, a saber:
- As
- Barros Luco
- Chacarero

Mas a diferencia del pepito aquí descrito suelen emplearse variedades de pan como el pan frica, pan amasado o pan de molde. El as viene a ser una variante del completo donde la carne de vacuno reemplaza a la vienesa.